# Malachite (couleur)
Pour les articles homonymes, voir Malachite (homonymie).
Malachite est un nom de couleur en usage dans la décoration et l'habillement, en référence à une pierre ornementale, la malachite, d'un vert ou bleu veiné de diverses nuances.
La malachite, un carbonate de cuivre, sert elle-même à la fabrication d'un pigment, référencé au Colour Index sous le code PB30, qui englobe aussi l'azurite. Le pigment, un vert-bleu, est plus ou moins vif selon la finesse du broyage. Connue et utilisée depuis l'Égypte ancienne, employée au Moyen Âge pour l'enluminure des manuscrits, les frères Gravenhorst, de Brunswick, l'ont obtenue par synthèse en 1764, après quoi elle a été connue pendant quelque temps comme vert de Brunswick. Ce pigment a été aussi parfois appelé vert sapin (PRV3). En 1855, Lefort indique comme synonymes vert de montagne, vert de Brême et vert de Hongrie. Ce pigment, d'une fixité médiocre, n'est plus employé.
Le vert malachite est aussi un nom commercial du pigment PG1, qui est un colorant organique (triphénylméthane) et du pigment PG4 (diméthylaniline).
Couleur de la mode depuis 1853, la couleur se détache de celles des pigments.
Au XIXe siècle, Michel-Eugène Chevreul a entrepris de repérer les couleurs les unes par rapport aux autres et par rapport aux raies de Fraunhofer. Le malachite figure dans l'index des « Noms de couleur le plus fréquemment usités dans la conversation et dans les livres », et il le cote 3 vert du 6 au 8 ton
.
Le Répertoire de couleurs de la Société des Chrysanthémistes donne quatre tons d'un Vert malachite, défini comme « couleur d'ensemble la plus ordinaire des pierres de malachite », et donne comme synonyme Cendre verte et vert diamant.
Dans les nuanciers contemporains, on trouve, en peinture pour la décoration malachite ; en fil à coudre 
564 vert malachite clair et 562 malachite  ; en crayons de couleur 180 vert malachite et 181 vert malachite clair